# Kurt Sjöström
Kurt Valdemar Sjöström, född 29 september 1925 i Stehags församling, död 2 mars 2015, var en svensk socionom, författare, debattör och kommunalpolitiker (Vänsterpartiet).
Sjöström var från 1960-talet under tre decennier verksam inom socialtjänsten i Malmö som avdelningschef för den sociala avdelningen under dåvarande socialdirektören Bengt Hedlén. Han var ledamot av kommunfullmäktige 1973–90 och ägnade sig under många år åt ideellt stadsdelsarbete i stadsdelen Söderkulla.